# Robert Ballaman
Robert Ballaman (* 21. Juni 1926 in Reconvilier; † 5. September 2011 in Zürich) war ein Schweizer Fussballspieler, der auf der Position eines zentralen Angreifers (Beidfüsser) spielte. Er gewann mit seinen Vereinen FC Biel (1947) und Grasshopper Zürich (1952, 1956) drei Mal die Meisterschaft in der NLA, gehörte den Cup-Siegerteams der Jahre 1952 und 1956 an und absolvierte von 1948 bis 1961 in der Nationalmannschaft 50 Spiele und erzielte dabei 18 Tore.

## Laufbahn

### Vereinsspieler
Ballaman begann seine Karriere beim FC Reconvilier und spielte ab 1944 beim FC Biel. 1946/47 konnte er mit Biel den Titelgewinn feiern. 1948 reichte es zur Vizemeisterschaft, und 1949/50 belegte er in der Torschützenliste mit 18 Treffern hinter Jacques Fatton (32) und Ledio Zanetti (20) den dritten Rang.
Zur Saison 1950/51 wechselte er zum Grasshopper Club Zürich, wo er mit 116:21 Toren und 50 Punkten in 26 Ligaspielen die Meisterschaft in der NLB errang und damit die Rückkehr in die NLA bewerkstelligte. Gleich 1951/52 setzte er sich mit GC mit einem Punkt Vorsprung vor dem Stadtrivalen FC Zürich in der Liga durch und wurde 1952 Schweizer Meister. Mit 22 Treffern belegte er den zweiten Rang in der Torschützenliste hinter Josef Hügi mit 24 Toren. Den längsten Teil seiner aktiven Laufbahn verbrachte er bei den «Hoppers» und erzielte dort auch seine grössten Erfolge. In dieser Zeit verfügten die Grasshoppers mit der Angriffsreihe Bickel–Hagen–Vonlanthen–Ballaman–Vuko über einen äusserst effektiven Sturm, der wiederholt Rekordtorquoten in der Schweizer Nationalliga aufstellte. So gelang auch 1955/56 der Doubleerfolg. In der Meisterschaft setzte sich GC mit acht Punkten Vorsprung vor FC La Chaux-de-Fonds durch, und den Cup holten sich die Blau-Weissen mit einem 1:0 gegen den Tabellendritten BSC Young Boys Bern. Die Torschützenliste führten die Vereinskameraden Vuko (33 Tore) und Ballaman sowie torgleich Charles Antenen (FC La Chaux-de-Fonds) mit je 19 Treffern an. In den Jahren 1954, 1957 und 1958 musste sich der Angreifer mit der Vizemeisterschaft begnügen.
Ballaman zeichnete sich durch seinen Antritt, die Schnelligkeit und Lauffreudigkeit und seine enorme, beidfüssige Schusskraft aus. Dazu war er in seinen Aktionen spontan und unberechenbar und dadurch von seinen Gegenspielern schwer zu kontrollieren.
Am 26. April 1962 erlitt er in einem Trainingsspiel im Vorfeld der Weltmeisterschaft 1962 mit der «Nati» einen doppelten Knöchelbruch und musste danach eine einjährige Pause einlegen. In der Saison 1963/64 liess Ballaman seine Karriere beim FC Winterthur in der Nationalliga B ausklingen, wo er als Spielmacher im Mittelfeld eingesetzt wurde.
Insgesamt wurde er dreifacher Schweizer Meister, zweifacher Schweizer Cupsieger und erzielte 271 Tore, 194 davon in den Meisterschaftsspielen der Nationalliga A.

### Nationalspieler, 1948 bis 1961
Ballaman spielte zwischen 1948 und 1961 in 50 Länderspielen für die Schweizer Fussballnationalmannschaft und schoss dabei 18 Tore. Am 20. Juni 1948 beim Freundschaftsspiel in Zürich gegen Spanien debütierte er in der «Nati». Beim 3:3-Remis gelang ihm ein Treffer. Ein Jahr später, am 26. Juni 1949, stürmte er beim 5:2-Erfolg im WM-Qualifikationsspiel gegen Luxemburg am rechten Flügel und schoss wiederum ein Tor. Er gehörte aber nicht dem Kader für das WM-Turnier 1950 in Brasilien an. Zwischen 1954 und 1961 war er auch Captain der Nationalmannschaft. Bei der Weltmeisterschaft 1954 im eigenen Land schoss er in vier Spielen vier Tore. Zwei davon erzielte er in der ersten Halbzeit des Viertelfinals zwischen der Schweiz und Österreich (Hitzeschlacht von Lausanne). Trotz der zwischenzeitlichen 3:0-Führung verlor die von Karl Rappan trainierte Schweizer Nationalmannschaft die bis heute torreichste WM-Partie noch mit 5:7. Zuvor hatte er in der Gruppenphase bei den zwei Spielen gegen Italien (17. Juni: 2:1-Sieg/23. Juni: 4:1-Sieg im Entscheidungsspiel um den 2. Platz) jeweils ein Tor erzielt. Unmittelbar vor der WM hatte Trainer Rappan sein Kader im Sportzentrum von Magglingen zu einem Trainingslager zusammengezogen und stimmte dort die Spieler geistig und körperlich auf das Turnier ein. Bei Jung wird Ballaman über dieses Trainingslager mit folgenden Worten aus dem Jahr 1966 zitiert:

«Ich träume noch heute von jenen 14 Tagen in Magglingen, die 23 Sportler zu einer Einheit zusammenschweissten. Mit Musik wurden wir geweckt, spazierten eine Stunde lang durch die Wälder, nahmen das Morgenessen ein, es folgte ein leichtes Training und 60 Minuten Ruhe. Nach dem Mittagessen: zwei Stunden obligatorische Bettruhe, nachher ein Mätschli (manchmal gegen unsere Nachbarn, die Brasilianer), dann Dusche, Theorie oder Aussprache, abends jassten wir oder sahen uns einen Film an (WM 1950, Spiele der Ungarn).»

 Im Jahr 1957 absolvierte er vier WM-Qualifikationsspiele gegen Spanien und Schottland. Mit nur einem Punkt belegte die Schweiz hinter dem WM-Teilnehmer Schottland (6:2 Punkte) und Spanien (5:3 Punkte) aber den letzten Platz und fuhr 1958 nicht nach Schweden. Auch bei der erfolgreichen WM-Qualifikation zur WM 1962 in Chile stand der Routinier in drei Spielen für die «Nati» auf dem Platz: am 20. November 1960 in Brüssel beim 4:2-Erfolg gegen Belgien, am 20. Mai 1961 in Lausanne beim mit 2:1 ebenfalls gewonnenen Rückspiel gegen Belgien und am 28. Mai 1961 in Stockholm gegen den amtierenden Vizeweltmeister Schweden bei der 0:4-Niederlage. Zum 2:1-Erfolg in Lausanne gegen Belgien steuerte Ballaman beide Treffer bei. Das Spiel in Stockholm am 28. Mai war das letzte Länderspiel in seiner Karriere in der «Nati». Am 26. April 1962 zog er sich einen doppelten Knöchelbruch zu und musste eine einjährige Pause einlegen. Damit war die WM-Teilnahme 1962 in Chile für ihn nicht möglich.
Zusammen mit Roger Vonlanthen, ebenfalls ein Romand, entwickelte Ballaman auch in der Nationalmannschaft einen neuen, weiträumigen Angriffsstil. Der Sturm bestimmte in ihrer Zeit den Rhythmus des Spiels. Mit zwei, drei einfachen, in die Tiefe angelegten Zügen spielten sie einen effizienten Konterstil und wurden zum Symbol für den Bewegungsfussball.

### Erfolge
- 1947: Schweizer Meister mit Biel
- 1952: Schweizer Meister und Cupsieger mit den Grasshoppers Zürich
- 1956: Schweizer Meister und Cupsieger mit den Grasshoppers Zürich
- 50-facher Nationalspieler, 18-facher Torschütze
- Captain der Schweizer Nationalmannschaft 1954 bis 1961
- WM-Viertelfinalist 1954

## Sonstiges
In seinen 13 Jahren bei den Grasshoppers gehörte Ballaman mit seiner bescheidenen, unkomplizierten Art (er fuhr mit dem Fahrrad in jedes Training und zu jedem Spiel) und weil er stets einsatzfreudig war, zu den Lieblingen des Publikums.
Seine Beidfüssigkeit erlangte Ballaman dank Hardy Walter, seinem Trainer beim FC Biel. Dieser setzte den Rechtsfüsser beharrlich am linken Flügel ein und verbot ihm im Training lange Zeit, den stärkeren rechten Fuss zu gebrauchen. Ballaman wurde so der erste Schweizer Fussballer, der den Ball mit beiden Füssen gleich gut kontrollierte.
Nach seinem Karriereende führte Ballaman in Zürich ein Restaurant.